# Sclerophrys garmani
Espèce
Synonymes
- Bufo garmani Meek, 1897
- Amietophrynus garmani (Meek, 1897)
- Bufo regularis humbensis Monard, 1937 "1936"
- Bufo pseudogarmani Hulselmans, 1969
- Bufo bisidanae Hulselmans, 1977

Statut de conservation UICN

 LC  : Préoccupation mineure
Sclerophrys garmani est une espèce d'amphibiens de la famille des Bufonidae.

## Répartition
Cette espèce se rencontre jusqu'à 2 000 m d'altitude, :
- en Éthiopie ;
- en Somalie ;
- au Kenya ;
- en Tanzanie ;
- au Malawi ;
- au Mozambique ;
- en Zambie ;
- en Angola ;
- en Namibie ;
- au Botswana ;
- au Zimbabwe ;
- en Afrique du Sud ;
- au Swaziland.

Les disjonctions apparentes de la répartition en Éthiopie, en Somalie et au Kenya pourraient être dues à des échantillonnage pauvres. La limite de répartition entre cette espèce et Amietophrynus poweri en Afrique du Sud est très peu claire et elles pourraient ne pas être des espèces distinctes.

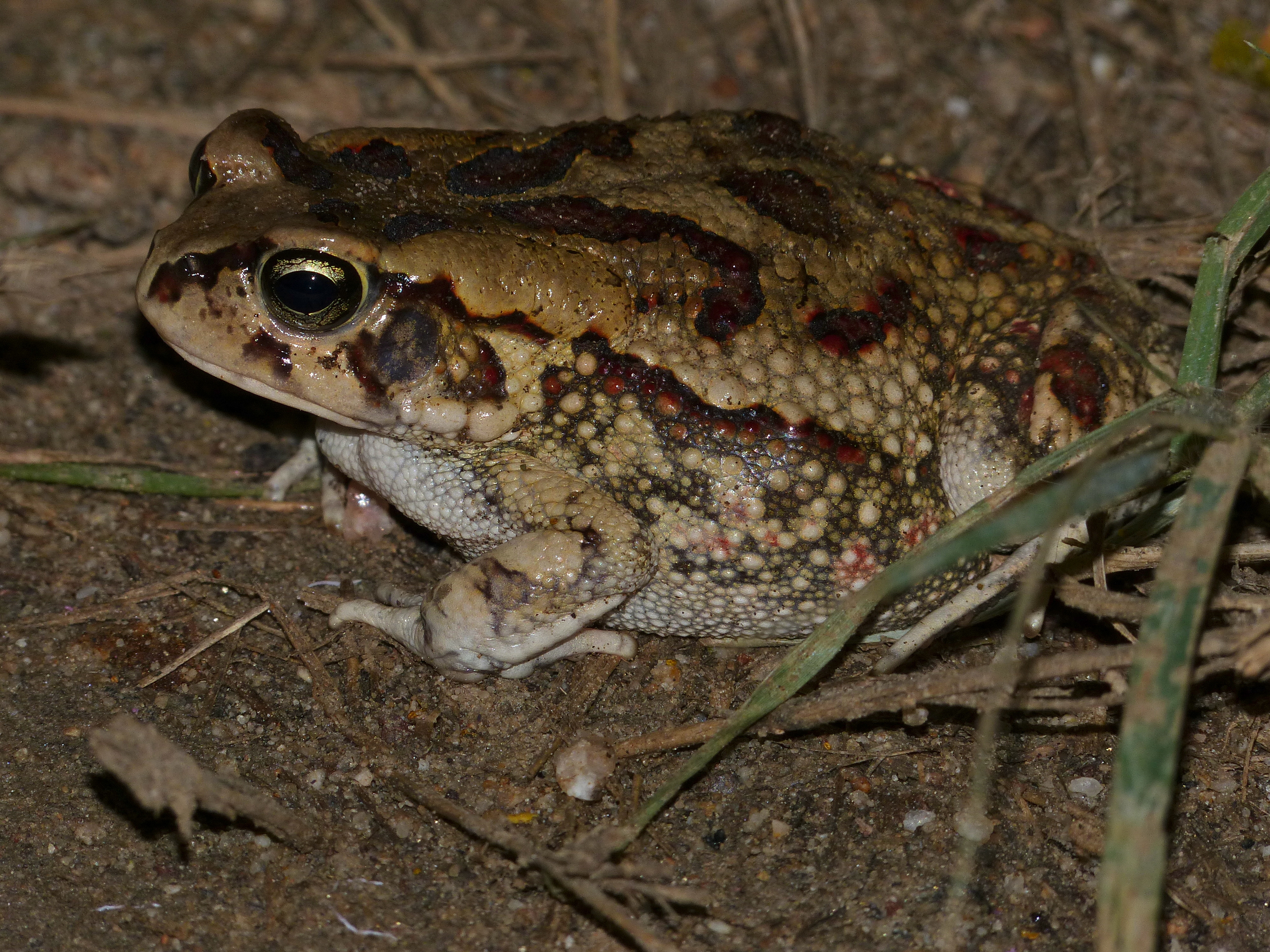

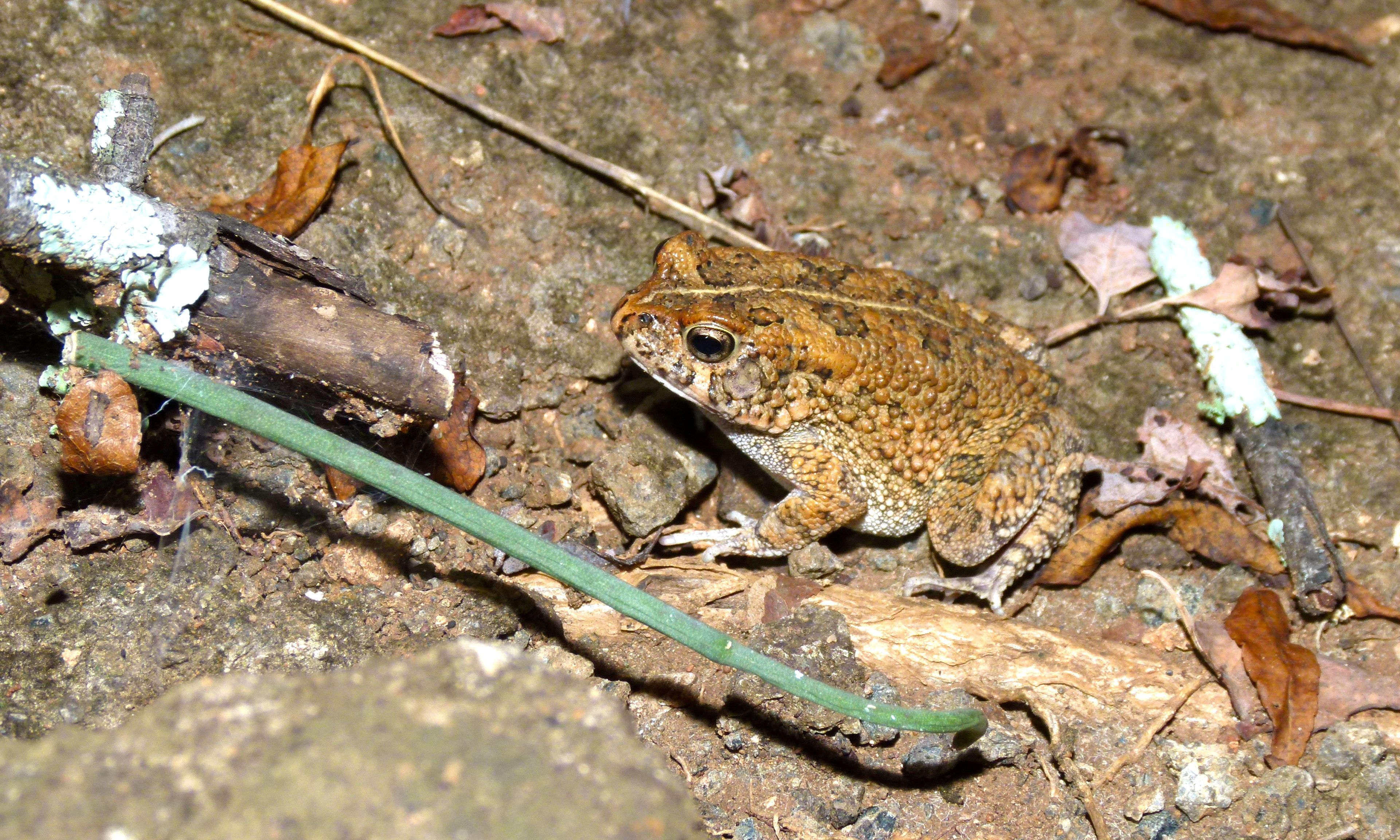

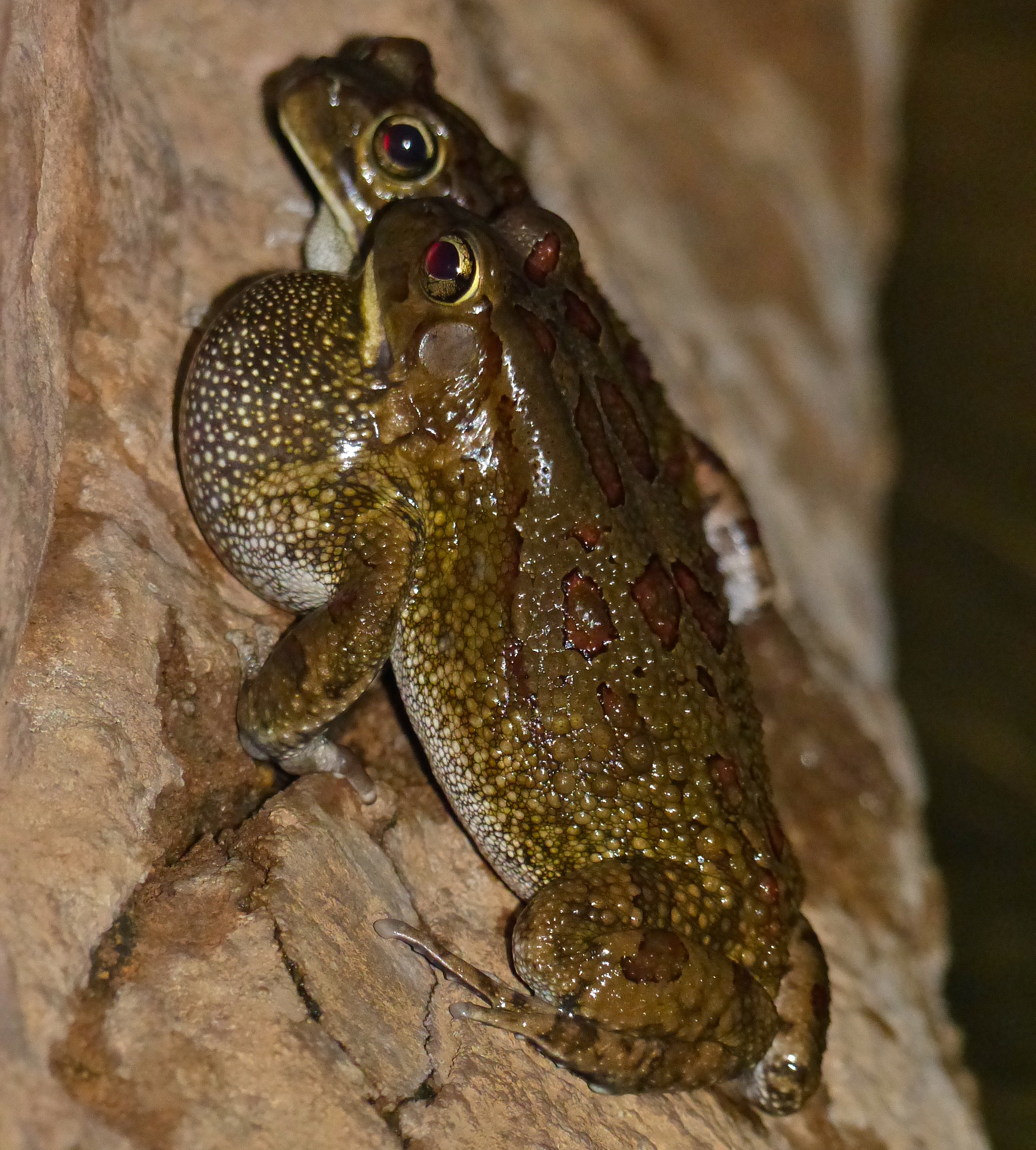

## Taxinomie
La taxonomie de cette espèce est encore incertaine.
Il est possible que les populations est-africaines, au-dessus du Nord de la Tanzanie, et les populations d'Afrique australe, au Sud de la Zambie, appartiennent à des espèces différentes, le vrai Amietophrynus garmani se trouverait alors dans la population du Nord.

## Étymologie
Cette espèce est nommée en l'honneur de Samuel Garman.

## Publication originale
- Meek, 1897 : List of fishes and reptiles obtained by Field Columbian Museum East Africa Expedition to Somali-land in 1896. Field Columbian Museum Publication, vol. 22, Zoological Series, vol. 1, no 8, p. 163–184 (texte intégral).